# Hotchkiss AM80
La AM80 era un'autovettura di fascia alta prodotta tra il 1928 ed il 1933 dalla Casa automobilistica franco-statunitense Hotchkiss.

## Profilo
Presentata nel 1928, la Hotchkiss è unanimemente considerata la più celebre tra le Hotchkiss. Il motivo di tale notorietà stava nella sua alta qualità in generale, sia dal punto di vista meccanico, sia da quello della finiture. Ciò era dovuto ad un'attentissima progettazione, che badava anche ai minimi dettagli e che era fondata su soluzioni talmente valide ed efficaci che la AM80 avrebbe fatto da base per l'intera produzione automobilistica della Hotchkiss da lì in avanti, fino a metà degli anni cinquanta, quando la Casa smise di dedicarsi alle automobili, in favore della produzione di autocarri e di armamenti.
Tornando alla AM80, gran parte della sua notorietà la si dovette anche ai numerosi successi agonistici che tale modello riuscì a racimolare nel corso degli anni. Tra le sue imprese storiche vi è l'affermazione a diverse edizioni del Rally di Montecarlo, precisamente negli anni 1932, 1933 e 1934.
Le prime AM80 montavano un motore a 6 cilindri in linea da 3015 cm³, in grado di erogare circa 85 CV di potenza massima. Furono proposte in diverse varianti di carrozzeria. Nel 1932 vi fu l'importante vittoria al Rally di Montecarlo, mentre alla fine dello stesso anno fu presentata la AM80 S, equipaggiata da un'evoluzione del motore da 3 litri usato fino a quel momento, e che raggiunse una cilindrata di 3485 cm³. La potenza massima salì a ben 125 CV a 4000 giri/min, un valore molto alto all'epoca. Questa fu la vettura che nel 1933 vinse nuovamente a Montecarlo.
Già alla fine del 1933, la AM80 fu sostituita in listino dalla Hotchkiss 617, mentre la AM80 S fu rimpiazzata dalla Hotchkiss 620. La AM80 S, però, continuò ad essere impiegata nelle competizioni, riuscendo a vincere anche l'edizione '34 del Rally di Montecarlo.